# On the Corner
On the Corner är ett musikalbum av Miles Davis som lanserades i oktober 1972 på Columbia Records. Skivan möttes på sin tid med stort avståndstagande och skepsis av musikkritiker och jazztraditionalister, men har senare omvärderats och setts som en viktig inspirationskälla för bland annat hiphop, postpunk och elektronisk musik. Skivan är tydligt baserad kring repeterade bas och trumrytmer och Miles Davis själv ville med detta nå den unga afroamerikanska publik som lyssnade på funk, fusion och rock. Jämfört med Davis tidigare jazzrock-album var skivan ingen större kommersiell succé. Skivans spår är inspelade med flera olika musiker, bland de som medverkar kan nämnas John McLaughlin, Chick Corea, Herbie Hancock och Lonnie Liston Smith.

## Låtlista
Alla låtar är skrivna av Miles Davis.
1. On the Corner/New York Girl/Thinkin' One Thing and Doin' Another/Vote for Miles – 19:55
2. Black Satin – 5:16
3. One and One – 6:09
4. Helen Butt/Mr. Freedom X – 23:18

## Medverkande
- Miles Davis – eltrumpet
- Dave Liebman – sopransaxofon (2)
- Carlos Garnett – sopransaxofon, tenorsaxofon (3, 4)
- Chick Corea – elpiano (1)
- Herbie Hancock – elpiano, synthesizer
- Harold I. Williams – orgel, synthesizer
- Lonnie Liston Smith – orgel (3)
- John McLaughlin – elgitarr (1)
- David Creamer – elgitarr (2, 3, 4)
- Michael Henderson – elbas
- Khalil Balakrishna - elektrisk sitar (2)
- Bennie Maupin – basklarinett (3)
- Collin Walcott – elektrisk sitar (1, 3, 4)
- Badal Roy – tabla
- Jack DeJohnette – trummor
- Al Foster - trummor
- Billy Hart – trummor, bongos
- Don Alias – slagverk
- James "Mtume" Foreman – slagverk
- Paul Buckmaster – cello, arrangemang

## Listplaceringar
- Billboard 200, USA: #156[1]
- Billboard Jazz Albums: #1